# Попечителев, Евгений Парфирович
Попечителев Евгений Парфирович (15 июля 1940, Ленинград — 7 сентября 2021, Санкт-Петербург) — советский и российский ученый в области подготовки специалистов биомедицинской и экологической инженерии, доктор технических наук (1983), профессор (1984). Долгие годы работал в Ленинградском электротехническом институте (ЛЭТИ) / Санкт-Петербургском государственном электротехническом университете «ЛЭТИ» (СПбГЭТУ «ЛЭТИ»), где заведовал кафедрой БМЭиОС (Биомедицинской электроники и охраны среды).

## Биография
Евгений Парфирович родился 15 июля 1940 года в Ленинграде, житель блокадного города.
Отец — Парфирий Михайлович Попечителев (1915—пропал без вести в 8 сентября 1941 году) участник Киевской оборонительной операции 1941 Великой Отечественной войны, младший лейтенант, лётчик.
Мать — Вера Александровна Васильева (1919—1993), участница обороны Ленинграда.
Супруга — Татьяна Николаевна Попечителева (1944-2012гг)
Дочь -Галина Евгеньевна 04.08.1969 г.р.
Сын — Павел Евгеньевич 02.08.1975 г.р.
Окончил школу в июне 1957 года. В 1957 году поступил в Ленинградский электротехнический институт (ЛЭТИ), который окончил с отличием в феврале 1963 года.
С апреля 1960 года работал студентом-лаборантом, с марта 1963 года — младшим научным сотрудником кафедры «Электронно-медицинской аппаратуры» (ЭМА) ЛЭТИ. В 1966—1968 годах проходил аспирантуру. В октябре 1968 года стал ассистентом кафедры.
В декабре 1971 года защитил кандидатскую диссертацию, с сентября 1972 года — доцент. В январе 1983 года защитил докторскую диссертацию. С февраля 1984 года — профессор.
С марта 1992 года заведовал кафедрой «Биомедицинской электроники и охраны среды» (преемница кафедры ЭМА), сменил на этой должности своего учителя и наставника Ахутина Владимира Михайловича.
В декабре 1999 года стал деканом факультета приборостроения, биомедицинской и экологической инженерии (ФПБЭИ) СПбГЭТУ «ЛЭТИ», созданного при его участии.
Скончался 7 сентября 2021 года в Санкт-Петербурге, похоронен на Кузьмоловском кладбище, Всеволожский район Ленинградской области.

## Научная деятельность
С 1992 по 2010 год Евгений Попечителев был председателем Учебно-методического совета России по медико-техническим направлениям подготовки специалистов («Биомедицинская техника» и «Биомедицинская инженерия»). Благодаря его деятельности количество кафедр этого профиля в технических вузах России выросло до 69.
Он участвовал в разработке государственных образовательных стандартов, являлся автором ряда учебников, учебных пособий и методических материалов, широко применяемых в российских вузах. Подготовил более 30 кандидатов наук и научно консультировал 12 докторских диссертаций.
Работы проф. Попечителева Е. П. хорошо известны специалистам. Он действительный член ряда общественных Академий наук, в том числе Российской Академии естественных наук, Российской Академии медико-технических наук, международных Академий: Высшей Школы Безопасности человека и природы и др.
Автор более 560 опубликованных работ, среди которых более 40 учебников и учебных пособий и 12 монографий, 75 изобретения. За научные достижения награждён «Почетным дипломом», 5 медалями ВДНХ, дипломами различных выставок. Он подготовил более 30 кандидатов наук и выступил научным консультантом 12 докторских диссертаций.
В 1999 г. ему присвоено почетное звание «Заслуженный деятель науки РФ». Имеет правительственные и общественные награды.
Основные научные интересы:
- биотехнические измерительно-вычислительные системы;
- визуализация и интерактивная обработка медицинских изображений;
- офтальмологические исследования;
- психодиагностика;
- обучение на основе игровых технологий;
- фотометрические системы для аналитических исследований;
- информационные системы поддержки принятия решений в медицине.

## Избранные публикации
- Попечителев Е. П. Системный анализ медико-биологических исследований. Саратов: Научная книга, 2009. 368 с.
- Кореневский Н. А., Попечителев Е. П., Серёгин С. П. Медицинские приборы, аппараты, системы и комплексы. Курск, 2009. 986 с.
- Попечителев Е. П., Старцева О. Н. Аналитические исследования в медицине, биологии и экологии. М.: Высшая школа, 2003. 279 с.
- Попечителев Е. П. Основы биотехтоники. Технические системы — инструмент практической деятельности человека. Старый Оскол : ТНТ, 2021. — 378 с.; ISBN 978-5-94178-696-1

## Награды и звания
- Заслуженный деятель науки Российской Федерации (1999).
- Медаль ордена «За заслуги перед Отечеством» II степени (2008).
- Почётный знак «Заслуженный профессор СПбГЭТУ „ЛЭТИ“».
- Медали ВДНХ СССР (5 шт.), Почётные дипломы.
- Член Российской академии естественных наук и Российской академии медико-технических наук.
- Член международных академий (Высшей школы, безопасности человека и природы и др.).